# 헨리 펠럼
헨리 펠럼(Henry Pelham, PC, 1694년 9월 25일 ~ 1754년 3월 6일)은 영국의 정치인이다. 휘그당의 수상인 제1대 뉴캐슬 공작 토머스 펠럼홀스의 동생이다.
1717년에서 휘그당의 서민원 의원이 되었고, 로버트 월폴 정권에서 각료직을 맡았다. 1742년 월폴이 실각한 후 반월폴파의 제2대 카터렛 남작 존 카터렛과의 권력 투쟁에서 승리하여 1743년 8월부터 총리로 재직했고, 월폴 이후 휘그당 정치를 주도했다. 분열될 뻔한 휘그당의 유대를 유지하였고, 야당인 토리당에서도 인재를 등용하는 등 의회의 신뢰를 받으며 장기 집권했다. 1748년에는 엑스라샤펠 조약을 체결하고 오스트리아 왕위 계승 전쟁을 종결시켰다. 1754년 3월 6일에 현직 중에 사망했다.

## 어린 시절
1694년 9월 25일 초대 펠럼 남작 토마스 펠럼과 그의 아내 그레이스(제 3대 클레어 백작 길버트 홀스의 딸) 사이에 차남으로 서섹스 로턴에서 태어났다.
웨스트민스터 학교를 거쳐 옥스퍼드 하트 포드 대학에서 배웠고 1715년의 자코바이트 반란에서는 대위로 복무하며, 잉글랜드 북서부에서 벌어진 프레스턴 전투에 참가했다.
1717년부터 1722년까지는 시포드 선거구, 이어서 1722년부터 1754년 사망할 때까지 섹스 선거구에서 선출된 휘그당 소속의 서민원 의원을 역임했다. 그와 그의 형인 제1대 뉴캐슬 공작 토머스 펠럼홀스는 의회 정치가로 뛰어난 면모를 보여주며 로버트 월폴의 휘그당 정권을 떠받쳤다.
1724년에서 월폴 내각의 전시 대신으로 취임하였고, 1725년에는 추밀 고문관(PC)이 되었다. 1730년부터는 육군 지불 장관에 취임했다. 형인 뉴캐슬 공작도 1724년부터 남부 담당 장관으로 입각했다.
1741년의 총선에서 여당인 월폴파 휘그당의 의석이 크게 줄면서, 1742년 2월에 월폴이 퇴진하게 되었다. 반월폴파의 지지를 받은 제2대 카터렛 남작 존 카터렛(1744년 이후 그랜빌 백작)을 실질적인 총리로 내세운 윌밍턴 백작 스펜서 콤튼 내각이 수립되었다. 당시 국왕의 장관 인사권은 여전히 컸기 때문에, 펠럼 형제는 국왕의 뜻에 따라 정권에 머무를 수 있었다.

## 총리
동군연합 국가 하노버 왕국의 방어를 중시한 카터렛은 1743년 동안 오스트리아 왕위 계승 전쟁을 지휘하기 위해 대륙으로 향했다. 그는 국왕인 조지 2세와 함께 본국을 떠났다. 그 사이 1743년 7월에 총리였던 윌밍턴 백작이 사망했지만, 카터렛의 부재로 인해 후임에는 펠럼이 취임했다. 카터렛은 가을에 귀국했지만, 그때는 펠럼 형제가 정부 내에 확고한 지위를 차지하고 있었, 카터렛의 고립은 심화되었다. 카터렛의 ‘하노버 우선책’은 정부 내에서는 펠럼 형제에게, 의회에서는 윌리엄 피트 등 반정부 성향의 휘그당으로부터 비판을 받았다.
그리고 1744년 11월 의회 소집 직전 펠럼이 조지 2세에게 카터렛의 경질을 상주하여 국왕에게 억지로 해임을 인정하게 했다. 이에 따라 정부 내에서 펠럼은 총리로서의 지위를 확고하게 구축하였다. 같은 해 말에는 토리당 일부를 포함하여 야당에서도 인재를 널리 등용한 개각을 했다. 이렇게 토리를 배려하는 태도에 대해 의회에서도 광범위한 지지를 얻는데 성공했다. 또한 월폴 이후 휘그당은 작은 파벌 집단으로 분열되고 있었지만, 유력한 반대당이 출현할 수 없었던 것도 그의 정권 안정에 기여를 했다. 한편 황태자 프레데릭 루이스에게 많은 불만분자들이 줄을 섰지만, 그 자신도 별로 활발한 반정부 운동은 하지 않았고 오직 즉위할 날만 기다리고 있었다. 1745년부터 1746년에 걸쳐 일어난 자코바이트 반란도 신속하게 진압했다.
그러나 그동안 조지 2세와 펠럼의 갈등은 깊어지고 있었다. 그랜빌 백작 (카터렛)은 사직한 뒤에도 왕의 정책 자문을 계속하였고, 국정에도 영향력을 미치고 있었다. 따라서 의회의 지지를 받는 공식적인 총리(펠험)와 국왕이 중용하는 그림자 총리(그랜빌 백작)는 ‘이중 내각’ 상태가 될 위험이 높아졌다.
1746년 2월에 이런 대립이 깊어지자 국왕은 펠럼이 윌리엄 피트를 등용하자는 장관 인사안을 거부했다. (윌리엄 피트도 하노버 우선책에 반대했기 때문에 왕의 미움을 사고 있었다.) 대신 국왕은 그랜빌 백작을 수반으로 하는 내각 수립을 획책하고 있었다. 그러나 결국 왕의 구상은 의회 정치인들의 지지를 얻지 못하고 무산되었다. 이 사건을 계기로 국왕은 펠럼에 완전히 굴복하는 처지가 되었고, 윌리엄 피트 등용도 실현시킬 수 있었다. 그러나 동시에 이 사건으로 ‘국왕이 휘그당 정치인들에게 부당하게 끌려다닌다’는 신화를 강화시켰다.

### 주요 정책
펠럼의 정치 수법은 캠페인을 펼치고, 정적을 구축한 월폴에게도, 야당 세력에게도 일정한 관직을 배분하여 서민원으로부터 넓은 지지를 받아냈다는 점에서 다르다. 강력한 정적의 부재에 의해 펠럼은 죽기까지 제1대장경의 지위를 지킬 수 있었다. 그러나 다른 한편으로 전쟁을 최대한 방지하고, 국고의 안정과 감세를 지향하는 노선은 월폴과 궤를 같이하고 있었다.
1748년에는 양 진영이 무승부 같은 느낌의 〈엑스라샤펠 조약〉을 체결하여 오스트리아 왕위 계승 전쟁을 종결시켰다. 처음부터 이 강화는 완화 밖에 되지 않았지만, 이것으로 전시 경제에 고통 받던 영국이 한숨을 돌릴 수 있는 시간을 얻었다. 펠럼은 이를 계기로 즉시 해군을 축소하고, 세출을 줄이고, 토지세의 세율 인하를 실시했다. 또한 국채의 통합을 추진하여 국채 이자율을 낮췄다.
1751년 3월에는 반 펠럼파의 수장인 프레드릭 루이스 황태자가 훙거했다. 6월에 입각한 형 뉴캐슬 공작과 심하게 대립하던 제4대 베드포드 공작 존 러셀을 사직시키는데 성공하면서 펠럼 형제의 권세는 절정에 달했다.
같은 해 진 법(Gin Act)을 제정했다. 당시 영국의 하층 서민 풍자화가 윌리엄 호가스 등이 그린 것처럼 진에 빠져 비참한 생활을 하였고, 그것을 억제하려는 목적이 있었다.
1753년에는 유대인의 귀화를 촉진하는 법률을 제정하였다. 당시의 반유대주의자들은 격렬하게 반발하였고, 엄청난 여론의 반발로 인해 결국 펠럼은 다음 국회에서 재빠르게 법률을 폐지해야 했다. 같은 해 초대 하드윅 백작 필립 요크가 초안을 잡아 〈혼인법〉을 제정했다. 혼인 제도와 절차를 정비한 것이지만 이로 인해 상류층과 서민의 결혼과 미성년자의 비밀 결혼이 어려워졌고, 귀족 계급은 폐쇄적이 되었다. 그러나 18세기 영국 의회 정치는 사실상 젠트리와 귀족에 의한 과두 정치였으며, 이 체제를 안정시키기에 유익한 정책이었다.

## 사망
1754년 3월 6일 59세의 나이로 총리 재직 중에 사망했다. 후임 총리로 형인 뉴캐슬 공작이 취임했지만 의회를 강력하게 장악하고 있었던 펠럼을 잃은 후 정계는 혼란에 빠지게 되었다. 원래 월폴 이후 휘그당의 단결력은 매우 약해졌다. 그래도 유력 정당으로 남아 있을 수 있었던 것은 펠럼의 개인적인 정치 기술, 특히 당원들을 통제하는 능력 덕분이었다. 따라서 펠럼 사후에 휘그당은 연결고리가 느슨한 연합체로 전락했다. 그런 상황임에도 휘그당이 정권을 유지할 수 있었던 것은 토리당이 여전히 약세였고, 궁정이 여전히 휘그당에 의존했기 때문이었다.